# Guram Abashidze
Guram Abashidze (in georgiano გურამ აბაშიძე?; Tbilisi, 3 luglio 1933) è un ex cestista sovietico.

## Carriera
Con l'Unione Sovietica ha disputato i Campionati mondiali del 1959.